# Forcipomyia mortuifolii
Forcipomyia mortuifolii är en tvåvingeart som beskrevs av Saunders 1959. Forcipomyia mortuifolii ingår i släktet Forcipomyia och familjen svidknott. Inga underarter finns listade i Catalogue of Life.